# Франклин, Майлз
Стелла Мария Сара Майлз Франклин, известная как Майлз Франклин (англ. Stella Maria Sarah Miles Franklin; 14 октября 1879, Талбинго, Австралия — 19 сентября 1954, Сидней) — австралийская писательница, автор автобиографических романов феминистской направленности и романов об Австралии. Писала также под псевдонимом Брент из Бин-Бина.

## Биография и творчество
Стелла Франклин родилась в 1879 году в Талбинго (Новый Южный Уэльс). Её родителями были Джон Морис Франклин и Маргарет Сюзанна Хелена Лампе, местные уроженцы. Стелла получила домашнее образование, а с 1889 года, когда семья переехала в Стиллвотер близ Гоулберна, начала ходить в школу. Впоследствии семья, занимавшаяся фермерством, ещё не раз переезжала, и наконец поселилась в Карлтоне, пригороде Сиднея. В 1897 году Стелла работала гувернанткой, а в 1899 году завершила свой первый роман, «Моя блестящая карьера» («My Brilliant Career»). Отвергнутый издательствами в Австралии по причине слишком явно выраженной феминистской позиции автора, он был издан в Лондоне в 1901 году. При этом его продолжение, «Моя карьера идёт крахом» («My Career Goes Bung»), было настолько смелым для своего времени, что не публиковалось вплоть до 1946 года.
В 1906 году Стелла Франклин эмигрировала в США, в надежде обрести творческую и финансовую независимость. Девять лет она провела в Чикаго, работая, совместно со своей соотечественницей Алисой Генри, в Национальной женской профсоюзной лиге в качестве издателя и секретаря (National Women’s Trade Union League). В 1909 году был опубликован её роман «Some Everyday Folk and Dawn».
В 1911 году Стелла Франклин впервые побывала в Англии и во Франции. В 1915 году она переехала в Англию и поселилась в Лондоне. В том же году вышел её написанный в Америке роман «The Net of Circumstance», в котором также присутствовали автобиографические и феминистские мотивы. В Лондоне Франклин работала в детских яслях и в кафе, параллельно занимаясь журналистикой. Кроме того, в 1917 году она ездила в Македонию в качестве волонтёра в военном госпитале. В общей сложности она провела в Лондоне девять лет, не считая поездок в Ирландию в 1919 и 1926 годах и в Австралию в 1923—1924 годах.
В 1927 году Стелла Франклин вернулась в Австралию, где начала писать под псевдонимом Брент из Бин-Бина (Brent of Bin Bin) и с 1928 по 1931 год опубликовала три романа из задуманной девятитомной саги о пионерах освоения австралийского континента: «Up the Country» (1928), «Ten Creeks Run» (1930) и «Back to Bool Bool» (1931). (Три последующих романа — «Prelude to Waking», «Cockatoos» и «Gentlemen at Gyang Gyang» — были изданы в 1950-х годах.) На некоторое время она вернулась в Лондон, но с 1932 года окончательно поселилась в Австралии. В 1936 году роман-хроника «All that Swagger», опубликованный под её настоящим именем, принёс писательнице австралийскую литературную премию S. H. Prior Memorial Prize. Стелла Франклин также посвятила себя делу поддержки и развития австралийской литературы: она помогала начинающим писателям, сотрудничала с литературными журналами и выступала с лекциями.
Стелла Франклин умерла 19 сентября 1954 года в больнице в Драммойне. Согласно её завещанию, доходы от продажи её имения послужили для создания премиального фонда для австралийских писателей. Премия Майлз Франклин — самая престижная литературная премия Австралии — вручается ежегодно за лучший роман об австралийской жизни.